# Oleg Łobow
Oleg Iwanowicz Łobow, ros. Олег Иванович Лобов (ur. 7 września 1937 w Kijowie, zm. 6 września 2018) – rosyjski polityk.
Od 26 września 1991 do 6 listopada 1991 był tymczasowym premierem Rosji.
Pochowany na Cmentarzu Trojekurowskim w Moskwie.